# Белькович, Игорь Владимирович
Игорь Владимирович Белькович (15 октября 1904 — 30 мая 1949, Казань) — советский астроном, исследователь Луны. Отец астронома О. И. Бельковича.

## Биография
Вышел из старинного дворянского рода. Детство провёл в деревне Надеждино и в Лаишеве. В 1922 году окончил Казанское коммерческое училище и поступил в Казанский государственный университет на физико-математический факультет. В 1927 году, окончив университет, получил звание специалиста-астронома.
В 1928 году поступил на работу в Астрономическую обсерваторию им. В. П. Энгельгардта при Казанском университете на должность вычислителя.
В 1931—1948 годах выполнил гелиометрические наблюдения Луны и получил новый ряд из 247 измерений кратера Местинг А относительно точек края Луны.
Белькович совместно с А. А. Яковкиным усовершенствовал метод редукции гелиометрических наблюдений. В частности, Белькович предложил новый фундаментальный метод определения параметра F, имеющий двойственность решения. Данный параметр имеет значения 0,62 и 0,71. Первое значение впоследствии стало общепризнанным.
В 1949 году сконструировал специальный горизонтальный астрограф с целостатом и дополнительным зеркалом. Объектив телескопа представлял собой сдвоенный апланат с диаметром 20 см и фокальным расстоянием 8 м. Однако, вследствие смерти учёного прибор так и не был доведён до рабочего состояния. Завершил его создание в 1958 году Ш. Т. Хабибуллин.
Белькович изучил фигуру Луны, рассматривая раздельно радиусы, выведенные отдельно из гелиометрических наблюдений восточного и западного краёв лунного диска. Он установил, что радиус восточного края Луны на 0,14" больше западного, а также, что радиусы восточного и западного краёв лунного диска по-разному зависят от оптической либрации по широте, то есть лимб Луны при разных значениях оптической либрации имеет разную форму.
Именем Бельковича назван лунный кратер.

## Труды
- Белькович И. В. К вопросу об эффекте лимба в наблюдениях Луны // Известия ОАЭ. — 1936. — № 10.
- Белькович И. В. К вопросу о значениях моментов инерции Луны // Астрономический циркуляр. — 1948. — № 81.
- Белькович И. В. Физическая либрация Луны // Известия ОАЭ. — 1949. — № 24.